# Bolitophila patulosa
Bolitophila patulosa är en tvåvingeart som beskrevs av Garrett 1925. Bolitophila patulosa ingår i släktet Bolitophila och familjen smalbensmyggor.
Artens utbredningsområde är Kalifornien. Inga underarter finns listade i Catalogue of Life.